# Barrièrerif van Belize
Het Barrièrerif van Belize in de Caraïben is het langste barrièrerif op het noordelijke halfrond en het tweede na het Australische Groot Barrièrerif.
Ontelbare koraaleilanden omzomen de 256 kilometer van het koraalrif en maken allerlei soorten watersport mogelijk. Het is een paradijs voor vissers, duikers en snorkelaars. Het rif wordt bevolkt door 350 soorten vissen. Langs het Barrièrerif van Belize liggen veel kleine eilanden, de zogenaamde Cayes. De bekendste zijn Ambergris Caye, Caye Caulker, Caye Chapel, St. Georges Caye, Tobacco Caye en South Water Caye.
Met drie van de vier Caraïbische atollen heeft Belize ook de grootste dichtheid van zulke atollen in de Caraïben. Het Great Blue Hole (Grote blauwe gat) midden in Lighthouse Reef ligt ongeveer 80 km van Belize City. Oorspronkelijk was het een grot die in elkaar zakte toen 10.000 jaar geleden het land in zee zakte. Aan de zeeoppervlakte is een cirkel van 330 meter doorsnee te zien. Het blauwe gat is 130 meter diep en biedt een onvergelijkbare duikervaring tussen stalactieten en stalagmieten. Bekend geworden door de  televisiefilms van Jacques Cousteau zijn het nu de bekendste duikplaatsen van Belize.